# کانکله

کانکله شهری در شهرستان پورا در استان باله در بورکینافاسوی جنوبی است و جمعیت آن ۵۹۱ نفر است.